# متحف التراث الشعبي الفلسطيني
متحف التراث الشعبي الفلسطيني هو بمثابة بوابة عبور عبر الزمن، حيث يُجسد قصة الحضارة الفلسطينية العريقة من خلال عرض غنيٍّ بالقطع الأثرية والأعمال الفنية التي تُجسّد مختلف جوانب الحياة اليومية للشعب الفلسطيني على مر العصور. يقع المتحف في مدينة بيت لحم، على مقربة من كنيسة المهد، وقد تأسس عام 1997 من قبل جمعية دار الطفل العربي. ويُعدّ المتحف من أهمّ المتاحف في فلسطين، حيث يُقدم للزائرين تجربةً ثقافيةً غنيةً تُعرّفهم على تاريخ وثقافة الشعب الفلسطيني.

## المجموعات المعروضة
يضمّ المتحف مجموعةً واسعةً من القطع الأثرية التي تُجسّد مختلف جوانب الحياة اليومية للشعب الفلسطيني، من أدوات الزراعة والحرف اليدوية إلى الملابس والأدوات المنزلية. كما يعرض المتحف مجموعةً من اللوحات الفنية التي تُجسّد المناظر الطبيعية والحياة الاجتماعية في فلسطين.
الأقسام:
- قسم الحرف اليدوية: يُعرض فيه مجموعةٌ من الأدوات التي استخدمها الفلسطينيون في مختلف الحرف اليدوية، مثل الخزف والنسيج وصناعة الصابون.
- قسم الزراعة: يُعرض فيه أدوات الزراعة التي استخدمها الفلسطينيون عبر التاريخ، مثل المحراث والمنجل.
- قسم الملابس: يُعرض فيه مجموعةٌ من الملابس التقليدية التي ارتداها الفلسطينيون في مختلف المناطق.
- قسم الحياة اليومية: يُعرض فيه أدوات الحياة اليومية التي استخدمها الفلسطينيون، مثل الأواني الفخارية والأدوات المنزلية.

## الأنشطة
يُنظّم المتحف العديد من الأنشطة الثقافية والتعليمية، مثل:
- محاضرات وندوات: تُقام محاضرات وندوات حول مختلف جوانب التراث الفلسطيني.
- ورش عمل: تُقام ورش عمل تعليمية للأطفال والكبار حول مختلف الحرف اليدوية.
- معارض فنية: تُقام معارض فنية تُعرض فيها أعمال فنانين فلسطينيين.